# Varekaskajaure
Varekaskajaure är en sjö i Kiruna kommun i Lappland och ingår i Torneälvens huvudavrinningsområde. Sjön har en area på 0,0966 kvadratkilometer och ligger 512,9 meter över havet. Varekaskajaure ligger i Torneträsk-Soppero fjällurskog Natura 2000-område.

## Delavrinningsområde
Varekaskajaure ingår i det delavrinningsområde (755421-170193) som SMHI kallar för Utloppet av Alanen Sevujärvi. Medelhöjden är 444 meter över havet och ytan är 61,83 kvadratkilometer. Räknas de 7 avrinningsområdena uppströms in blir den ackumulerade arean 116,16 kvadratkilometer. Sevujoki som avvattnar avrinningsområdet har biflödesordning 3, vilket innebär att vattnet flödar genom totalt 3 vattendrag innan det når havet efter 380 kilometer. Avrinningsområdet består mestadels av skog (74 procent) och kalfjäll (10 procent). Avrinningsområdet har 6,51 kvadratkilometer vattenytor vilket ger det en sjöprocent på 10,5 procent.